# 버블 보이
버블 보이(Bubble Boy)는 미국에서 제작된 Blair Hayes 감독의 2001년 코미디 영화이다. 제이크 질렌할 등이 주연으로 출연하였고 보 플린 등이 제작에 참여하였다.

## 출연

### 주연
- 제이크 질렌할
- 마리 쉘톤

### 조연
- 스우지 커즈
- 대니 트레조
- 데이브 셔리단

## 제작진
- 미술: 베리 로빈슨
- 의상: 크리스토퍼 로렌스
- 배역: 존 팝시데라